# جيراردوس هيمانس
جيراردوس هيمانس (17 أبريل 1857، فيرفيرت - 18 فبراير 1930، خرنينغن) كان فيلسوفًا وعالم نفس هولنديًا. بين عامي 1890 و1927، عمل أستاذًا للفسلفة في جامعة خرنينغن، وشغل منصب رئيس الجامعة في العام الدراسي 1908-1909. يعتبر هيمانس واحدًا من أكثر الفلاسفة تأثيرًا في هولندا ورائد علم النفس الهولندي. شكل تأسيس مختبره النفسي بداية علم النفس التجريبي في هولندا.

## حياته
ولد هيمانس في فريزلاند ابنًا لسكرتير البلدية يان هيمانس وزوجته سارة ويسمان. التحق بمدرسة هوغير (شكل قديم من أشكال التعليم الثانوي) في ليوواردن، ثم درس القانون والفلسفة في جامعة لايدن. في عام 1880 حصل على درجة الدكتوراه في العلوم السياسية. بعد ذلك درس الفلسفة في جامعة فرايبورغ، حيث حصل على درجة الدكتوراه في عام 1881. في نفس العام، تزوج من أنتونيا باركي في ليدن. حصل على عمل كمدرس خاص ثم كمحاضر خاص في الفلسفة في جامعة ليدن.
في عام 1890، عين هيمانس أستاذًا في كلية الآداب والفلسفة في جامعة خرونينغن وبدأ تدريس الفلسفة وعلم النفس. أقام هو وزوجته في البداية في شارع ستيشنزسترات في خرونينغن، حيث أسس هيمانس مختبره النفسي في عام 1892. في عام 1894، انتقلوا إلى فيلا في شارع أوبو إميوسينغل، التي صممها لهم إتش. بي. بيرلاغي. كان هيمانس رئيسًا لجامعة خرونينغن بين عامي 1908 و1909. في خطابه، أوضح رؤية لمستقبل علم النفس ذو قيمة اجتماعية كبيرة. في العام التالي، 1910، توفيت زوجته أنتونيا.
في عام 1909، خصصت قاعة محاضرات كبيرة لهيمانس ومساحة لمختبره. كانت محاضراته مشهورة وجذبت العديد من الطلاب من دراسات أخرى، وأساتذة، وأطراف مهتمة أخرى. في مرحلة ما، اضطر هيمانس حتى إلى إلقاء محاضراته مرتين. واصل هيمانس نشر الكتب والمقالات في مختلف مجالات الفلسفة وعلم النفس طوال مسيرته الأكاديمية. في عام 1926، كان رئيس المؤتمر الدولي لعلم النفس الذي عُقد آنذاك في خرونينغن. تقاعد هيمانس في عام 1927. بعد ثلاث سنوات، توفي سرعان ما تدهورت صحته.
كان هيمانس أيضًا عضوًا في العديد من الجمعيات. منذ عام 1900، مثلًا، كان عضوًا في الأكاديمية الملكية الهولندية للفنون والعلوم. بعد الحرب العالمية الأولى، ألغى عضويته لأن الأكاديمية لم تتخذ موقفًا محايدًا تجاه العلماء من ألمانيا والنمسا. في عام 1919، أصبح هيمانس أول رئيس لجمعية الدراسة للبحث النفسي، النسخة الهولندية من جمعية البحث النفسي، التي تأسست في بريطانيا العظمى في عام 1882. بعد بضع سنوات، ترك منصبه بسبب قلة الاهتمام بالبحث العلمي داخل الجمعية.
في عصره، اشتهر هيمانس داخل وخارج هولندا. عُرضت عليه، على سبيل المثال، مناصب في جامعات ألمانية عدة مرات. حصل هيمانس على العديد من الجوائز. حصل على وسام أورانج ناساو وكان عضوًا فخريًا في الجمعية البريطانية لعلم النفس.

## عمله
كتب هيمانس العديد من الكتب والمقالات وكتب بانتظام لمجلة «دي جيدس»، وهي مجلة أدبية. كتب فيها عن مجموعة متنوعة من المواضيع وضمنت أطروحته الدكتوراه في هذه المجلة أيضًا.

### الفلسفة
أراد هيمانس بناء نظام فلسفي مبني على طريقة تجريبية. عندما عين أستاذًا، ألقى محاضرة بعنوان «التجربة في الفلسفة». وفقًا لهيمانس، يجب أن تكون الحقائق نقطة الانطلاق للتحليلات الفلسفية. إلا أنه لم يعتقد أن كل شيء يمكن استنتاجه من التجربة، مثل القوانين المنطقية. الأمر الذي حال دون تصنيفه «تجريبيًا».